# Rheinbach Classics

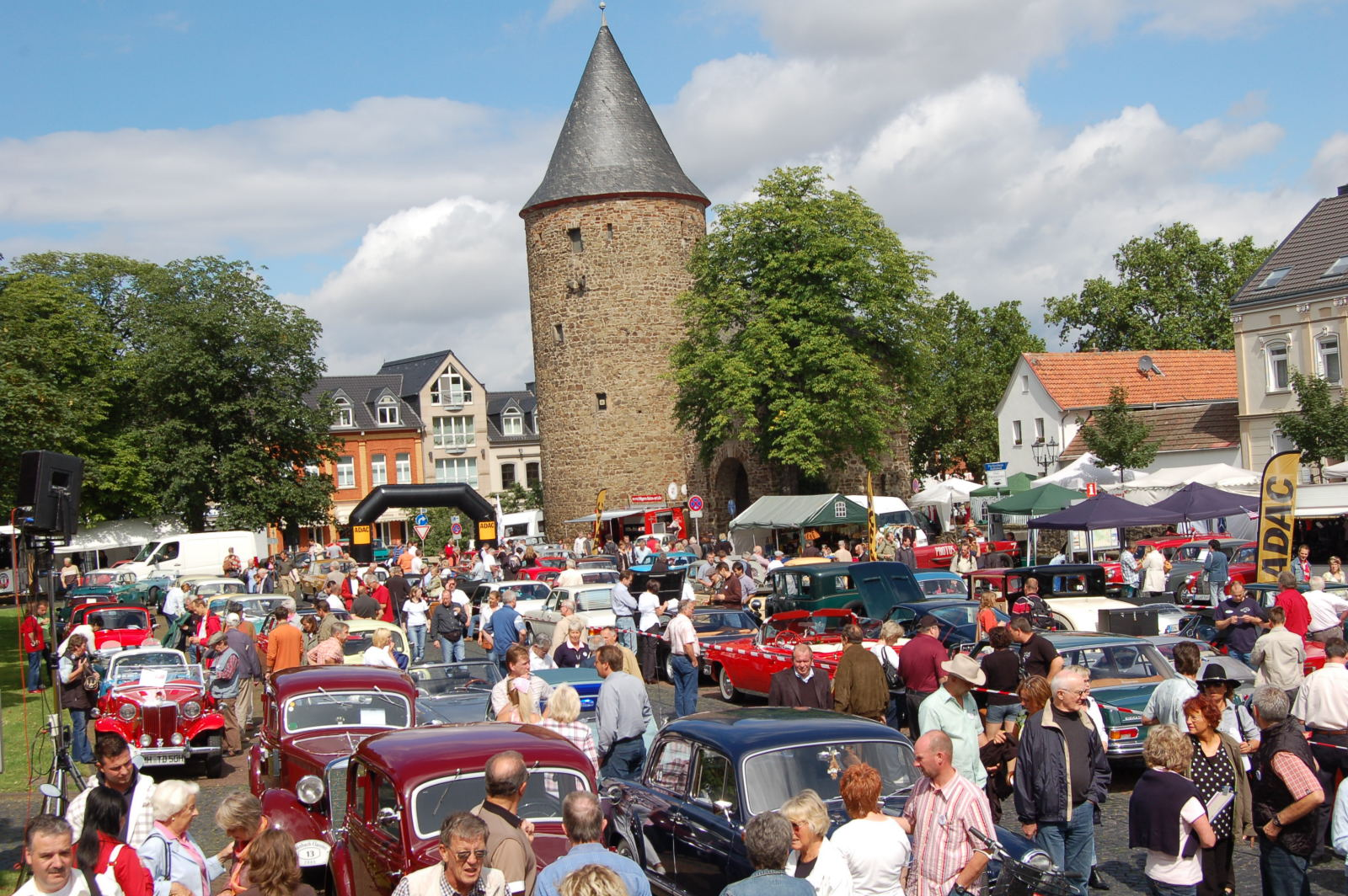
Aufstellung der Oldtimer vor dem Start zur Rallye

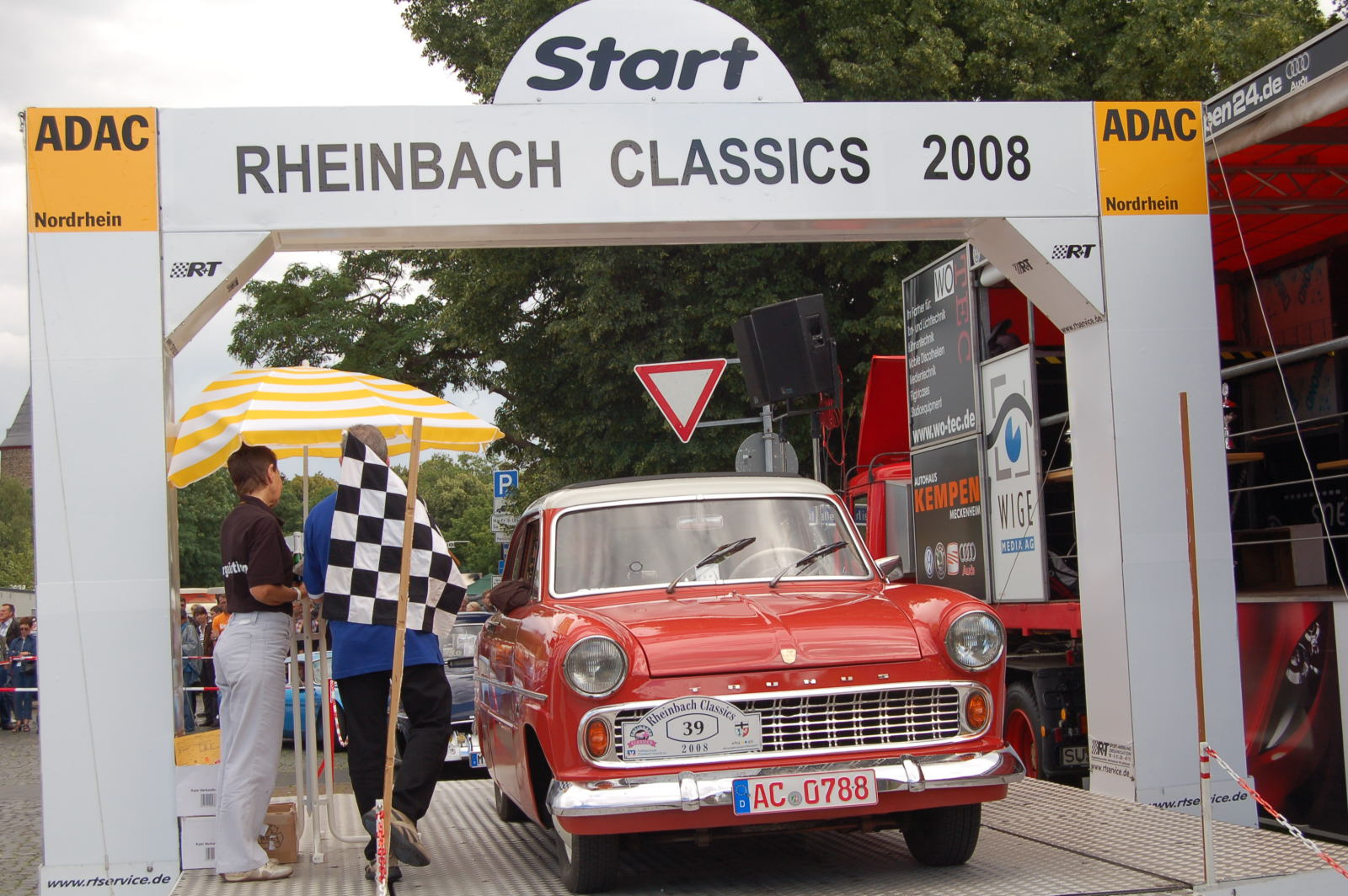
Ford Taunus auf der Startrampe

Rheinbach Classics war ein überregionales Oldtimerfestival, das seit 2006 jährlich viele Zuschauer aus Deutschland und Nachbarländern anzog. Die Veranstaltung fand stets am dritten Wochenende im Juli in Rheinbach bei Bonn statt. Coronabedingt musste die Veranstaltung in den Jahren 2020 und 2021 ausfallen. Im Jahr 2022 gab es eine Neuauflage in abgespeckter Form. So verzichtete man beispielsweise auf den Oldtimer-Korso am Sonntag und auf die Verpflichtung eines international bekannten Stars am Samstag. Für 2023 wurde die Veranstaltung abgesagt, da die Finanzierung nicht sichergestellt werden konnte. Für 2024 war eine Neuauflage geplant, diese scheiterte jedoch an der Finanzierung und führte zur Auflösung des ausrichtenden Vereins Rheinbach Classics e.V.
Die Innenstadt von Rheinbach war an diesem Sonntag nur für Oldtimer geöffnet. Das Programm umfasste:
- Oldtimer-Rallye am Samstag
- Oldtimer-Korso durch die Innenstadt am Sonntag
- Ausstellung aller teilnehmenden Oldtimer in der Innenstadt
- Prämierung der schönsten Oldtimer (Best of Rheinbach Classics)
- Wahl von Miss Petticoat
- Wahl zum originalsten Paar (bis 2018)
- Rock ’n’ Roll live auf vier Bühnen
- Nostalgiemarkt
- Oldtimerteilemarkt

Seit 2009 wurden die Rheinbach Classics jeweils am Freitagabend durch ein Konzert einer international bekannten Größe aus der Rock-/Pop-Szene eröffnet. Folgende Künstler traten auf:
2009: The Sweet, Manfred Mann’s Earth Band
2010: The Searchers, Suzi Quatro
2011: Chris Norman
2012: BAP
2013: Foreigner
2014: The Tremeloes
2015: The Sweet
2016: Albert Hammond
2017: Slade
2018: Bonnie Tyler
2019: Manfred Mann’s Earth Band, Glenn Hughes